# Werner Schulze (Agrarwissenschaftler)
Werner Schulze (* 13. September 1890 in Tappenbeck bei Gifhorn; † 17. Januar 1993 in Celle) war ein deutscher Agrarwissenschaftler.

## Leben
Schulze absolvierte an der Friedrich-Schiller-Universität Jena ein Landwirtschaftsstudium und wurde 1911 Mitglied der Akademischen landwirtschaftlichen Verbindung Agraria, des späteren NSC-Corps Agraria Jena. 1921 erwarb er mit der Dissertation Ein Beitrag zur Methode der Sortenprüfung unter besonderer Berücksichtigung der von Rümker'schen Vorschläge den Doktorgrad der Philosophie. Im Anschluss war er mehrere Jahre als technischer Leiter und wissenschaftlicher Assistent bei einer Saatzuchtfirma tätig.
Ab 1929 stand er der in Rostock ansässigen Abteilung für Acker- und Pflanzenbau an der Landwirtschaftskammer für Mecklenburg-Schwerin vor, bis er 1937 in die Hauptabteilung II des Reichsnährstandes versetzt wurde. Dort wurde Schulze 1938 zum Oberlandwirtschaftsrat und im Juli 1939 zum Reichslandwirtschaftsrat ernannt und übernahm die Führung der Ackerbauabteilung. Im Jahre 1944 wurde er zum Professor der Universität Rostock berufen.
Nach dem Zweiten Weltkrieg gehörte er zu den federführenden Begründern der Forschungsanstalt für Landwirtschaft (FAL) in Braunschweig-Völkenrode. Zwischen 1948 und 1952 war er Direktor des FAL-Instituts für Pflanzenbau und Saatguterzeugung, dem heutigen Institut für Pflanzenbau, das unter seiner Leitung zum Zentrum der deutschen Kartoffelforschung aufstieg.
Auch nach seinem Ausscheiden aus dem Arbeitsleben blieb Schulze dem Pflanzenbau erhalten. Das neu gegründete Deutsche Maiskomitee wählte ihn 1956 zu seinem Vorsitzenden. Die 1985 von ihm ins Leben gerufene „Professor Werner Schulze-Stiftung zur Förderung der Pflanzenbauwissenschaften“ kümmert sich um den wissenschaftlichen Nachwuchs auf dem Gebiet des Pflanzenbaus.

## Schriften
Während seiner Zeit an der Landwirtschaftskammer veröffentlichte er gemeinsam mit Werner Suckow Der Zuckerrübenbau in Mecklenburg unter besonderer Berücksichtigung der Ergebnisse 7jähriger Versuche der Arbeitsgemeinschaft für Zuckerrübenbau (Rostock 1934), außerdem erschienen verschiedene Broschüren für die landwirtschaftliche Praxis, darunter Ratgeber für den Landbau in Mecklenburg (Rostock 1937).
Am FAL-Institut entstand unter Mitwirkung mehrerer Mitarbeiter die Schrift Die Keimstimmung der Kartoffel und ihre Bedeutung für die Züchtung und Pflanzguterzeugung (Hannover 1951, Schriftenreihe der Forschungsanstalt Braunschweig-Völkenrode, Heft 3), die den Kartoffelanbau nachhaltig beeinflusste. Zum Handbuch der Landwirtschaft (Berlin und Hamburg 1952) steuerte Schulze das Kapitel Saat- und Pflanzgut (S. 490–548) bei.